# 김인우해산
김인우해산은 울릉도와 삼척의 중간지점에 있는 해산이다.

## 해양지명
수로업무법 제33조의4 제1항의 규정에 의거 해양지명위원회에서 심의·결정한 해양지명은 다음과 같다.
- 제정 해양지명 : 김인우해산
- 대표위치(WGS-84) : 37-24N 130-08E
- 범위 : 울릉도와 삼척의 중간지점에 위치한 해산으로 정상부의 대표수심은 868m임.

## 명칭 유래
조선시대 태종 때의 무신인 김인우의 이름을 차용하였으며, 김인우는 울릉도 안무사로 파견되어 왜적을 소탕하는데 큰 공을 세운 인물이다.